# Kostarowce

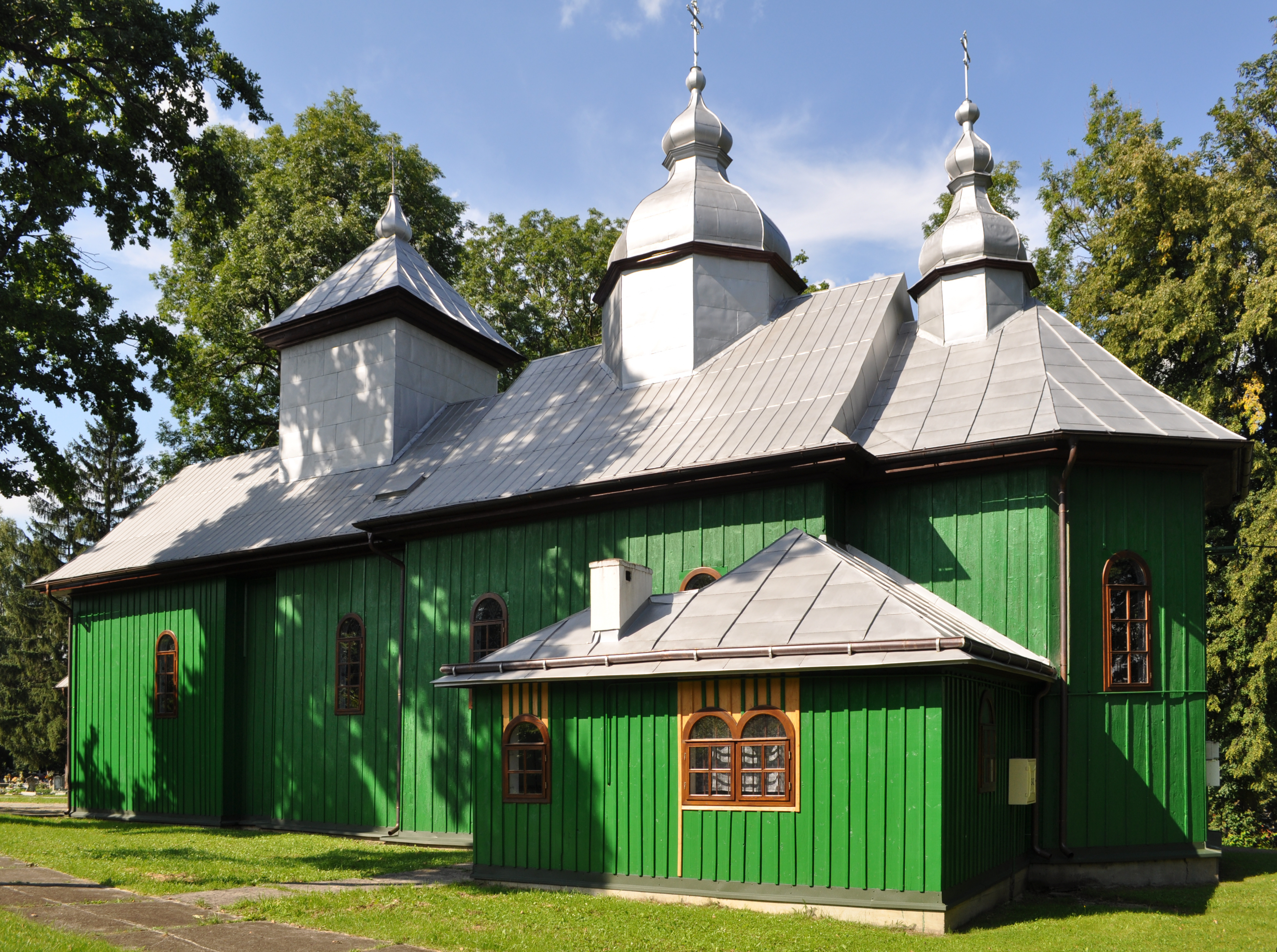
Dawna cerkiew, obecnie kościół w Kostarowcach

Kostarowce – wieś w Polsce położona w województwie podkarpackim, w powiecie sanockim, w gminie Sanok.
W 2011 wieś liczyła 761 mieszkańców.
W miejscowości znajduje się dom ludowy oraz lokalne koło gospodyń wiejskich, któremu przewodniczy Agata Hydzik. Wieś posiada kanalizację. Od 1957 roku działalność rolniczą prowadzi w miejscu nieprzerwanie RSP „Rozwój” licząca 60 członków. Na majątek spółdzielni składa się m.in. 300 ha ziemi uprawnej.
Wieś królewska  położona na przełomie XVI i XVII wieku w ziemi sanockiej województwa ruskiego, w drugiej połowie XVII wieku należała do tenuty Besko starostwa sanockiego. W latach 1975–1998 miejscowość administracyjnie należała do województwa krośnieńskiego.
Do 1772 roku, Ziemia sanocka, powiat sanocki, województwo ruskie, następnie do 1918 roku w powiecie sanockim w austriackiej prowincji Galicja.

## Historia
Prawdopodobnie jest to wieś służebna grodu sanockiego lokowana przez księcia Bolesława Jerzego Trojdenowicza w dolinie potoku Różowego, podobnie jak pobliskie Jurowce, które swoją nazwę mogły wziąć od imienia księcia, czy Czerteż, który swoją nazwę wziął od gwarowego słowa „czerteżnyki”, tj. rzemieślnicy. Nazwa Kostarowce może pochodzić od określenia „kostyhrowci” – gracze w kości, komicy, artyści.
W połowie XIX wieku właścicielem posiadłości tabularnej Kostarowce był Władysław Urbański. W 1880 roku wieś liczyła 1047 mieszkańców (w tym: 206 katolików, 671 unitów oraz 169 osób deklarujących inne wyznania). Pod koniec XIX wieku większościowa własność należała do Zenona Słoneckiego. W 1905 roku Stanisław i Seweryn Słoneccy posiadali we wsi obszar 281 ha. W 1911 roku właścicielem tabularnym był Stanisław Słonecki, posiadający 281 ha.
Po odzyskaniu przez Polskę niepodległości i utworzeniu II Rzeczypospolitej właścicielem dóbr w Kostarowcach był Leon Aschheim. Po wybuchu II wojny światowej rządcą majątku we wsi został Stefan Pajączkowski.
Z Kostarowiec pochodził kmdr prof. dr hab. Bolesław Hydzik.

## Religia
Pierwszym dokumentem pisanym, w którym występuje nazwa Kostarowce, jest akt uposażenia obejmującej kilka wsi parafii w Strachocinie, wystawiony w 1390 roku. W akcie tym wymieniony jest kościół wybudowany „na polach wsi Kostarowce”, zaś ofiarowane proboszczowi „jeden łan frankońskiej miary ziemi przysposobionej i wykarczowanej oraz pole położone z tyłu za wymienionym kościołem” także znajdowały się na terenie Kostarowiec. W XIX i XX wieku kościół należał do parafii w Strachocina.
Wzmianka o pierwszej kostarowskiej cerkwi pochodzi z 1440 roku. Obecną drewnianą cerkiew św. Symeona Stupnika (Szymona Słupnika) wybudowano w 1872 roku. Po wysiedleniu greckokatolickich mieszkańców, została ona zaadaptowana na kościół filialny parafii w Strachocinie. Od listopada 2013 roku pełni funkcję kościoła parafialnego i nosi (dekretem ks. kard. Wyszyńskiego) wezwanie Narodzenia Najświętszej Marii Panny. Trójdzielna, zestawiona z kwadratowych członów składa się z zamkniętego trójbocznie prezbiterium, szerszej nawy, babińca zwieńczonego czworoboczną wieżą i przedsionka poprzedzającego budowlę od zachodu. Przerobione w 1931 roku dachy zdobią nad nawą i prezbiterium dwie wieżyczki sygnaturek o kopulastych, krytych blachą hełmach. Wewnątrz zachowało się oryginalne wyposażenie, w tym ikonostas z XIX wieku. W 1987 roku cerkiew została rozbudowana i wyremontowana. W XIX oraz XX wieku cerkiew należała do parafii greckokatolickiej w Czerteżu.

## Etnografia
Według spisu z 1938 roku w Kostarowcach mieszkało 1040 grekokatolików i 220 rzymskich katolików. Obecnie wieś jest jednolita etnicznie. Praktycznie wszyscy jej mieszkańcy, w liczbie około 790 są rzymskimi katolikami.
W ramach „Akcji Wisła” wszystkich Ukraińców i Rusinów przesiedlono albo do Związku Sowieckiego, albo na polskie Ziemie Zachodnie i Północne.
W 2006 roku rozpoczęto we wsi budowę domu ludowego, w miejscu działa również lokalne koło gospodyń wiejskich oraz Ochotnicza Straż Pożarna.
Od sierpnia 2013 wieś tworzy samodzielną parafię Narodzenia Najświętszej Marii Panny należącą do dekanatu Jaćmierz.

## Organizacje
- Ochotnicza Straż Pożarna – założona w 1905 roku, od 2005 w Krajowym Systemie Ratowniczo-Gaśniczym
- Koło Gospodyń Wiejskich
- Zespół Pieśniaczy „Zgoda”
- Świetlica Wiejska

## Oświata
- Szkoła Podstawowa w Kostarowcach im. Andrzeja Boboli[17]